# 约翰·L·辛格
约翰·L·辛格（/sɪŋ/，1897年3月23日—1995年3月30日）是一位爱尔兰数学家和物理学家，1943年当选英国皇家学会会士，曾指导过郭永怀、钱伟长和林家翹，知名于将新几何方法引入相对论。